# Pedro Campos Costa
Pedro Campos Costa Lisboa (10 de maio de 1972) é um arquiteto, curador, autor e professor português premiado, fundador do atelier de arquitetura Campos Costa Arquitetos.

## Biografia
Nascido em Lisboa em 1972, licencia-se em arquitetura pela Faculdade de Arquitetura da Universidade do Porto em 1997. Trabalha, durante 4 anos, na Holanda, passando por diferentes ateliers. Quando regressa a Portugal, ingressa no Promontório Arquitetos, em Lisboa, durante 7 anos até abrir o seu próprio atelier.
Desde então desenvolve uma prática multidisciplinar R&D que se afirma como “anti-catalogo”. Participando em diferentes projetos com as mais variadas temáticas e escalas, realiza edifícios públicos, residenciais, comerciais, escritórios, espaços públicos e master plan, assim como participa em numerosos concursos nacionais e internacionais. 
Foi Professor convidado no Politecnico di Milano, na Faculdade de Arquitetura de Cagliari,  no departamento de arquitetura da Universidade Autónoma de Lisboa, na Faculdade de Arquitetura da Universidade de Lisboa e no departamento de arquitetura da Universidade de Évora e participou, em qualidade de docente, em numerosos seminários de projeto e workshops internacionais. É regularmente convidado em conferências e em participar de júris de concursos de arquitetura e design em Portugal e no estrangeiro. 
Foi ainda editor em diferentes revistas de arquitetura em Portugal e Itália, exercendo funções como redator da revista milanesa D´Ars, de 2000 e 2009 e como membro do Conselho Editorial e da Redação da equipa Editorial do JA, de 2012 e 2014.

## Obras
Entre os mais conhecidos trabalhos de Campos Costa Arquitetos: a Extensão do Oceanário de Lisboa, a reabilitação do Hotel Ozadi em Tavira, o Centro de Empresas In Castro, em Castro Verde, o Parque Urbano de Arruda dos Vinhos, o Consulado Geral de Portugal no Rio de Janeiro e Mercado Municipal de Quarteira

## Prémios
Recebeu numerosos prémios de prestígio nacional e internacional. Entre eles: 
- Premio Anual do IAB - RJ 2017 Rio de Janeiro;
- Prémio FAD 2015 (Best Iberian Architecture Project)[7];
- Prémio Valmor 2011 (Menção Honrosa)[8];
- APRIZE 2012, Exposynergy, Triennale de Milano, Milan[9];
- EUROPE 40 UNDER 40 2012, The European Centre for Architecture Art Design and Urban Studies, Europe[1];
- NEXT GENERATION 2006 AWARD Metropolis (architecture magazine), New York.[10]

## Publicações
Publicou ensaios e artigos e é autor e editor dos livros Duas Linhas e Sete Círculos (Campos Costa, P., Louro, N. (2009). Duas linhas/Two lines. Edição de autor; Campos Costa, P., Byrne, G., Costa Pinto, E., Tavares, M.G., Domingues, A. (2016). Sete Círculos | Seven Circles. Edição: Circo de Ideias). 

## Exposições
Desenhou  a exposição Museu de Outro Mundo - José de Guimarães, no Museu do Oriente de Lisboa (16 Março-3 Junho de 2018) e Volta ao mundo. Obra gráfica de José de Guimarães , na Biblioteca Nacional de Portugal (out. 2019- 31 mar. 2020) e foi o curador do Pavilhão Português na 14ª edição da Bienal de Veneza (2014) com o projeto Homeland, news from Portugal. Desenvolve ainda projetos de cenografia e instalações (Interni Mutant Architecture & Design - Salone del Mobile, Milano 2011 com a instalação “13 Chaise Longue”; Illuminação de Natal 2011, Praça de Luís de Camões, Lisboa, entre outras).